# Steffen Heitmann
Steffen Heitmann (* 8. September 1944 in Dresden; † 14. April 2024 ebenda) war ein deutscher evangelischer Theologe, Kirchenjurist und Politiker (CDU). Von 1990 bis 2000 war er sächsischer Justizminister. Dem Sächsischen Landtag gehörte er von 1994 bis 2009 an. Von 1991 bis zu seinem Austritt 2015 war er Mitglied der CDU.

## Leben

### Kindheit und Jugend
Sein Vater starb im Jahr 1945 in sowjetischer Kriegsgefangenschaft, die Mutter starb im Jahr 1957. Heitmann wuchs daraufhin bei den Großeltern auf und machte in Dresden im Jahr 1963 sein Abitur. Er begann eine Ausbildung bei der evangelischen Kirchenverwaltung.

### Studium und Beruf
Steffen Heitmann studierte von 1964 bis 1969 Theologie und Altphilologie an der Universität Leipzig, legte das Staatsexamen in Theologie ab und machte 1972 das zweite theologische Examen. Von 1971 bis 1973 war er Pfarrvikar und Pfarrer in der Evangelischen Studentengemeinde Dresden.
Darauf folgte eine kirchenjuristische Ausbildung, die er 1980 mit dem ersten und 1981 mit dem zweiten juristischen Examen abschloss. Ab 1982 leitete er als Oberkirchenrat das Bezirkskirchenamt Dresden. Als er zu einer Reserveübung der NVA einberufen werden sollte, verweigerte er den Dienst an der Waffe. Einen Ersatzdienst als Bausoldat musste er nicht leisten.

### Politik
Heitmann war während der Wende und friedlichen Revolution in der DDR juristischer Berater der Dresdner Oppositionsgruppe Gruppe der 20. Ab April 1990 leitete er eine Arbeitsgruppe, die einen Entwurf für eine Verfassung des Freistaates Sachsen erarbeitete. Dieser im August 1990 vorgelegte Entwurf, die Grundlage der späteren Verfassung, wird nach seinem Entstehungsort Gohrischer Entwurf genannt.

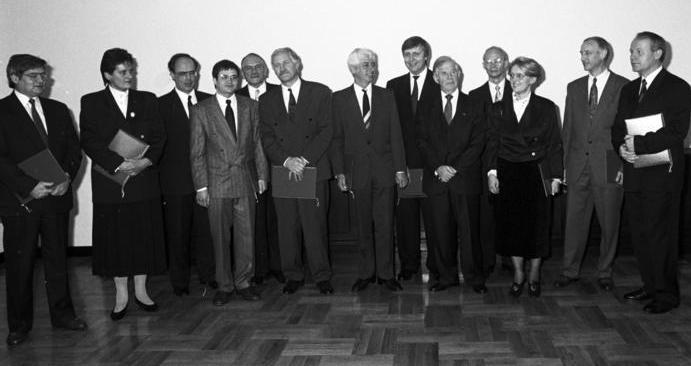
Steffen Heitmann (2. von rechts) als Justizminister der Sächsischen Staatsregierung am Tag ihrer Vereidigung am 8. November 1990

Im November 1990 wurde Heitmann Sächsischer Staatsminister der Justiz im Kabinett Biedenkopf I und trat im Dezember 1991 der CDU bei. Ab 1994 war er Mitglied des Sächsischen Landtages und vertrat den Wahlkreis Dresden 2.
Heitmann war im Jahr 1993 der Wunschkandidat von Helmut Kohl und der CDU/CSU für das Amt des Bundespräsidenten bei der im Mai 1994 anstehenden Wahl. Nach umstrittenen Äußerungen – zur Rolle der Frau, zum Holocaust und zur Einwanderungspolitik –, die von Kritikern als ultrakonservativ oder sogar reaktionär angesehen wurden, verzichtete er am 25. November 1993 auf eine Kandidatur. Die in der Bundesversammlung 1994 notwendige Unterstützung durch die FDP war bereits zuvor ungewiss.
Der Fall ist auch ein Indiz für die möglicherweise starke Wirkung von Medien. Umfragen ergaben, dass nur eine Minderheit in der Bevölkerung meinte, Heitmann äußere Auffassungen, die viele teilen. Seinen konkreten Äußerungen (ohne dass ihr Urheber Heitmann genannt wurde) stimmten aber deutliche Mehrheiten (78 %, 71 % und 64 %) zu (Allensbacher Archiv, IfD-Umfrage 5086, 1993).
Ein Interview Heitmanns in der Süddeutschen Zeitung vom 18. September 1993 war Anlass für Diskussionen über Heitmanns politische Positionen. In dem Interview sagte Heitmann über die multikulturelle Gesellschaft: „Diesen Begriff halte ich als Programm für falsch. Eine multikulturelle Gesellschaft kann man nicht verordnen, sie kann allenfalls wachsen.“ Zur Nation äußerte Heitmann: „Mich schreckt der Begriff nicht, mich schreckt nur sein Missbrauch.“ Über den Umgang mit der NS-Vergangenheit positionierte sich Heitmann: „Die deutsche Nachkriegssonderrolle war ja in gewisser Weise eine Fortsetzung der angemaßten Sonderrolle der NS-Zeit. Das ist zu Ende. […] Ich glaube, dass der organisierte Tod von Millionen Juden in Gaskammern tatsächlich einmalig ist – so wie es viele historisch einmalige Vorgänge gibt. Wiederholungen gibt es in der Geschichte ohnehin nicht. Ich glaube aber nicht, dass daraus eine Sonderrolle Deutschlands abzuleiten ist bis ans Ende der Geschichte. Es ist der Zeitpunkt gekommen – die Nachkriegszeit ist mit der deutschen Einheit endgültig zu Ende gegangen –, dieses Ereignis einzuordnen.“ 
Heitmann sagte in dem Interview mit der Süddeutschen Zeitung, er stehe zu seinen Äußerungen von 1990, als er sich damals bei einem Besuch in Stuttgart daran rieb, dass ihm so viele Ausländer begegnet seien. „Ich glaube nicht, daß ich da was zurückzunehmen habe. Das Merkwürdige ist in der Bundesrepublik Deutschland, daß es ein paar Bereiche gibt, die sind tabuisiert.“ Er sagte: „Es gibt eine intellektuelle Debattenlage, die nicht unbedingt dem Empfinden der Mehrheit der Bürger entspricht, die man aber nicht ungestraft verlassen kann. Und dazu gehört das Thema Ausländer, dazu gehört das Thema Vergangenheit Deutschlands, die Nazi-Vergangenheit, dazu gehört das Thema Frauen.“

Er glaube, dass man „diese Debatten [..] aufbrechen muss, selbst auf die Gefahr hin, daß man in bestimmte Ecken gestellt wird, in denen man sich gar nicht wohl fühlt.“

Heitmann war von 1995 bis 2010 Mitherausgeber der Wochenzeitung Rheinischer Merkur. Von 2003 bis 2010 war er Präsident der Kulturstiftung des Freistaates Sachsen. 
Als stellvertretender Vorsitzender des Stiftungsrats der Stiftung Frauenkirche Dresden engagierte er sich für den Wiederaufbau der Frauenkirche.
2000 wurden Vorwürfe laut, Heitmann habe sich als Justizminister zugunsten von Parteifreunden in laufende Verfahren eingeschaltet. Nach einer Beanstandung durch den Sächsischen Datenschutzbeauftragten und nach Protestschreiben vieler Richter trat er vom Ministeramt zurück, wies dabei aber jede Schuld von sich.
Bei der Landtagswahl in Sachsen 2009 trat er nicht mehr an.
Während der Flüchtlingskrise in Europa und in Deutschland schrieb Heitmann Ende November 2015 einen offenen Brief an Bundeskanzlerin Angela Merkel und trat aus Protest gegen ihre Flüchtlingspolitik aus der CDU aus. In dem Schreiben machte er Merkel für den „unkontrollierten Flüchtlingsstrom“ verantwortlich und erklärte: „Ich habe mich noch nie – nicht einmal in der DDR – so fremd in meinem Land gefühlt.“

### Privates
Steffen Heitmann war seit 1965 mit der Bildhauerin Christine Heitmann (* 1937) verheiratet. Das Paar hatte zwei Kinder. Ab Mitte der 1970er-Jahre führte das Paar „Kellergespräche“ mit Vorträgen und Diskussionen im heimischen Keller durch. Christine Heitmann war eine Mitbegründerin der Künstlerinnenvereinigung Dresdner Sezession 89. Wie der Theologe Helmut Matthies in einem Nachruf berichtete, starb Heitmann am 14. April 2024 im Alter von 79 Jahren nach einer schweren Parkinson-Krankheit. Er war tiefgläubiger Christ und sagte vor seinem Tod: „Ich weiß nicht, warum Gott mir das zumisst. Aber ich vertraue ihm.“

## Veröffentlichungen
- Die Revolution in der Spur des Rechts; Verdienst und Schwäche des Umbruchs in der früheren DDR. Reuter + Klöckner, Dresden 1996.

## Auszeichnungen
- 1993: Senator-Lothar-Danner-Medaille
- 1997: Eugen-Bolz-Preis
- 1997: Sächsische Verfassungsmedaille
- 1998: Bundesverdienstkreuz I. Klasse
- 2005: Sächsischer Verdienstorden[11]
- 2010: Ehrenpromotion durch die Juristenfakultät der Universität Leipzig[16]